# 협궤 객차
협궤 객차(狹軌客車)는 대한민국 철도청에서 운행했던 협궤 전용 객차이다. 1930년 최초로 도입되어 1990년대 초 운행이 완전히 중단되었다.

## 역사
- 1930년 : 수려선 개통과 함께 도입
- 1937년 : 수인선 개통과 함께 도입, 혀기형 증기 기관차를 이용하여 견인했다
- 1965년 : 협궤 동차의 등장으로 추가 도입
- 1972년 : 수려선 폐지로 수려선에서 운행하던 객차가 수인선으로 이동
- 1978년 : 혀기형 증기 기관차가 폐지되어 점차 협궤 동차로 견인이 되어 사용 빈도 축소
- 1980년대 말 : 수인선 편성 개편으로 인하여 동차만 1량에서 4량정도 배치되기 시작
- 1990년대 초 : 수인선에 동차가 1량만 다니는 방식이 됨에 따라 운행 중단

## 보존
- 차호 불명 2량: 철도박물관. 1량은 혀기11-13호 증기 기관차에 협궤 동차와 함께 연결되어 있고, 1량은 야외전시장 지붕 아래에 단독으로 배치되어 있다.
- 차호 불명 2량: 경춘선 화랑대역. 원래 서울 어린이대공원에 있다가, 2017년 5월 18일 이전[1]하였으며, 혀기1형 증기 기관차에 연결되어 있다.이들 차량은 수려선에서 운행되던 긴 형태의 객차로서 수인선 협궤 객차와는 외형상 상이하다.이들은 과거 수려선에서 운행되었던 나게하 동차(협궤형)를 객차로 개조한 차량이라는 의견이 있다.차량의 창문 개수, 출입문 형상 및 둥근 형태가 구 남인천역에서 촬영되었던 나게하 동차와 동일하기 때문. 즉 "나게하 동차 출신"의 객차라는 의견이다.
- 차호 18020 외 2량: 충청북도 진천군 광혜원면. 목인박물관 관장이 1996년에 철도청에서 구입하여 진천군에 보관하다가, 2019년 8월에 인천광역시로 기증하겠다고 밝혔다.[2]